# Alicja Maria Kosakowska
Alicja Maria Kosakowska (ur. 1951) – polska naukowiec, oceanolog i biolog, profesor dr hab. specjalizująca się w biologii morza, ekofizjologii fitoplanktonu oraz oceanografii biologicznej, związana z Instytutem Oceanologii PAN.

## Życiorys
Urodziła się w 1951. W 1975 ukończyła studia na biologię na Uniwersytecie Gdańskim. 6 grudnia 1985 na Wydziale Biologii, Geografii i Oceanologii gdańskiej uczelni obroniła pracę doktorską zatytułowaną Wpływ aminokwasów, ich pochodnych i sideroforów na toksyczność miedzi, kadmu i rtęci w stosunku do komórek Chlorella vulgaris i Anabaena variabilis, której promotorem był prof. Leonard Falkowski. 17 grudnia 1999 rozpoczęła na tym samym wydziale przewód habilitacyjny, który zakończył się 28 kwietnia 2000 obroną rozprawy habilitacyjnej, zatytułowanej Wpływ żelaza i wybranych związków organicznych na fitoplankton Bałtycki. Recenzentami byli profesorowie: Marian Michniewicz, Janusz Pempkowiak i Marcin Józef Pliński. Uzyskała stopień doktora habilitowanego nauk o Ziemi w zakresie oceanologii, specjalność: oceanografia.
W 2003 kierowała projektem badawczym Określić wpływ stresu żelazowego na wzrost i skład biochemiczny populacji fitoplanktonowych.
22 listopada 2010 otrzymała z rąk prezydenta Rzeczypospolitej Polskiej Bronisława Komorowskiego tytuł profesora nauk o Ziemi.
W 2013 otrzymała Srebrny Krzyż Zasługi, została również laureatką Sopockiej Muzy – nagrody Prezydenta Miasta Sopotu w dziedzinie nauk.
Jest profesorem zwyczajnym i kierownikiem Pracowni Biochemii Morza w Instytut Oceanologii Polskiej Akademii Nauk w Sopocie, pracowała także w Europejskiej Szkole Wyższej w Sopocie.
Jest sekretarzem naukowym Komitetu Badań Morza, Wydziału III Nauk Ścisłych i Nauk o Ziemi Polskiej Akademii Nauk. Była także sekretarzem Komitetu Badań Morza, Wydziału VII Nauk o Ziemi i Nauk Górniczych PAN. Jest członkiem Polskiego Towarzystwa Hydrobiologicznego oraz Komitetu Narodowego ds. Współpracy z Komitetem Naukowym Badań Oceanicznych
Wypromowała trzech doktorów. W latach 2007–2012 była recenzentką dwóch prac doktorskich i dwóch habilitacyjnych. Była kierownikiem lub głównym wykonawcą siedemnastu projektów badawczych.

## Publikacje
Od 1996 opublikowała wiele artykułów naukowych w języku angielskim, jest autorką lub współautorką ponad 50 publikacji, kilku rozdziałów w książkach oraz monografii Wpływ żelaza i wybranych związków organicznych na fitoplankton bałtycki, Instytut Oceanologii PAN, 1999.

## Zainteresowania badawcze
Przedmiotem zainteresowań naukowych prof. Kosakowskiej są substancje biologicznie czynne takie jak: siderofory, naturalne chelaty żelaza, barwniki fitoplanktonu jako wskaźniki ekofizjologiczne i chemotaksonomiczne. Zajmuje się badaniami nad biodostępnością żelaza dla mikroorganizmów wodach południowego Bałtyku oraz allelopatią w środowisku wodnym. Inne obszary działań naukowych to określenie włpywu czynników abiotycznych takich jak metale ciężkie czy polimery biodegradowalne na procesy fizjologiczne sinic i glonów bałtyckich.